# Абидар, Любна
Любна Абидар (фр. Loubna Abidar; 20 сентября 1985, Марракеш, Марокко) — марокканская актриса.

## Биография
Родилась 20 сентября 1985 года в Марракеше в семье берберов.
Дебютировала ролью  в драме Набиля Аюша  «Сильно любимая». Фильм, чей премьерный показ состоялся в рамках Каннского кинофестиваля, принёс  актрисе не только  популярность и признание, но и немало проблем. Раскрывающий тему проституции в арабском мире, он вызвал гнев марокканских властей и был запрещён на территории страны. Любна Абидар в свою очередь получала угрозы в свой адрес. Тем менее за эту роль Любна получила номинацию на высшую кинематографическую премию Франции «Сезар» и была признана лучшей актрисой кинофестиваля в испанском Хихоне.
В 2017 году на мировые экраны вышел фильм Михаэля Ханеке «Хэппи-энд» с участием Любны.